# Caligo memnon
Caligo memnon är en fjärilsart som beskrevs av Felder 1866. Caligo memnon ingår i släktet Caligo och familjen praktfjärilar. Inga underarter finns listade i Catalogue of Life.

## Bildgalleri

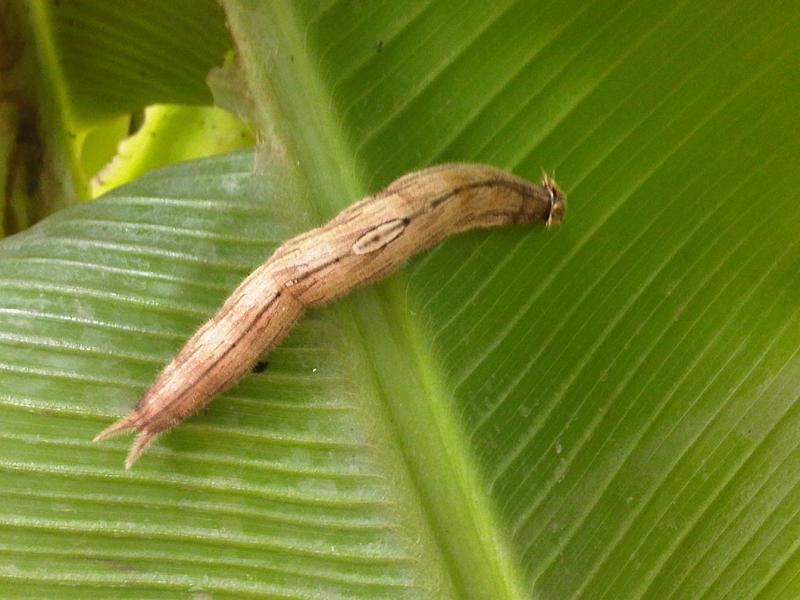
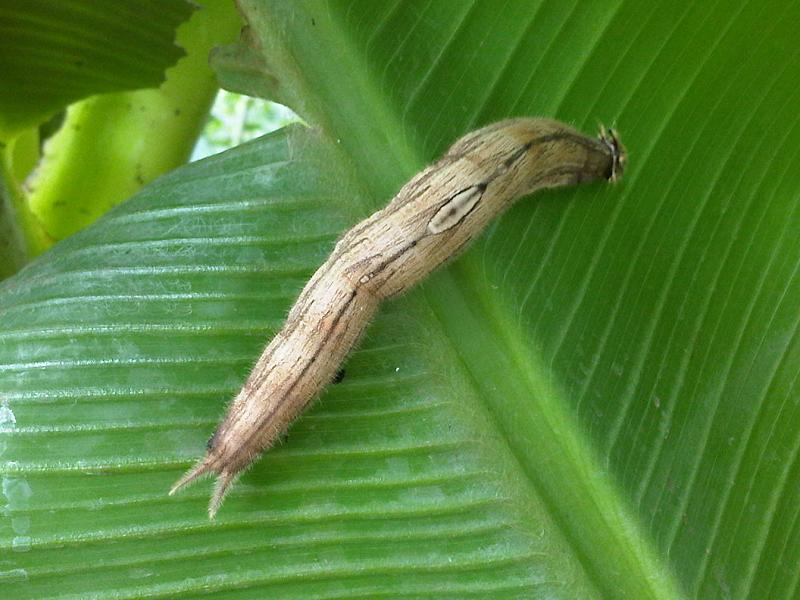
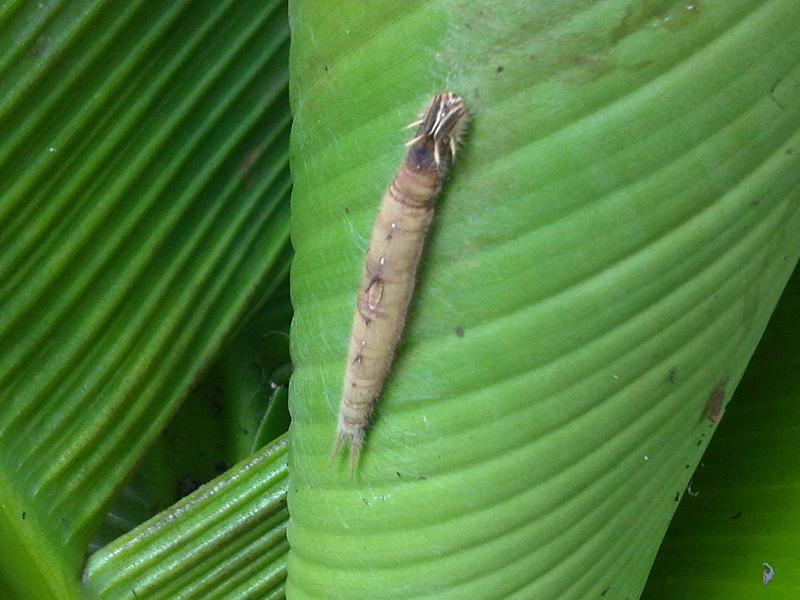
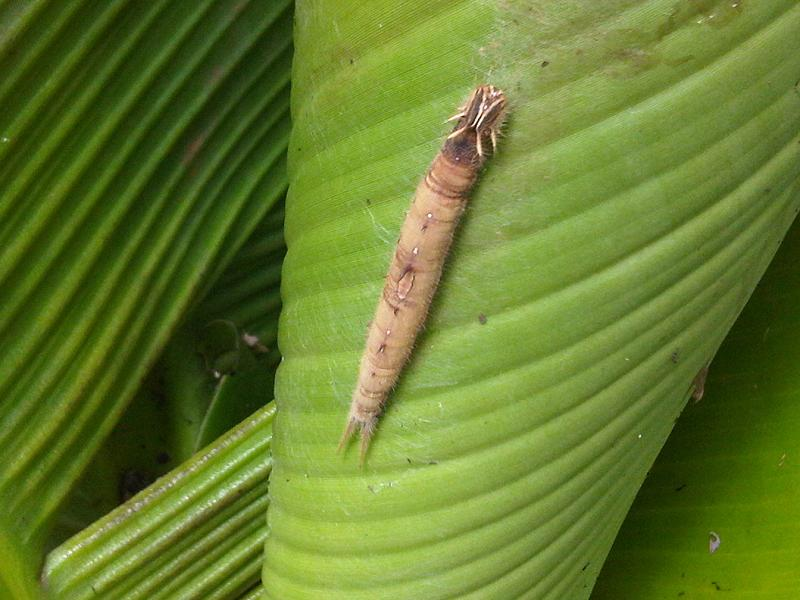
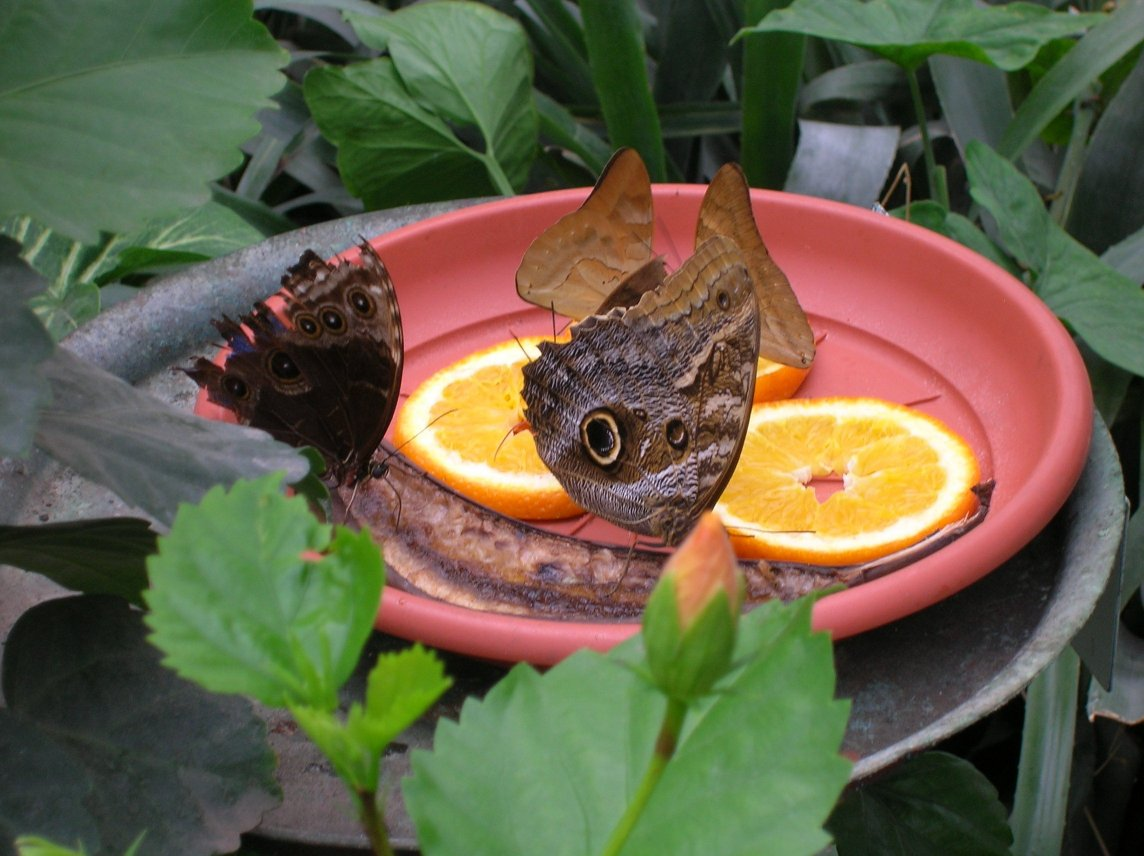
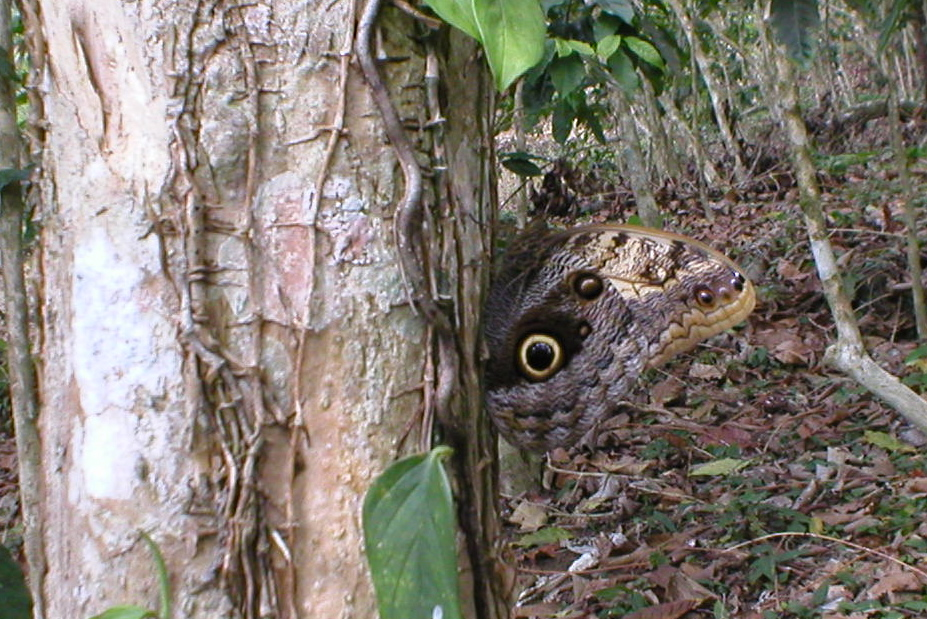